# Statue du dieu A'a
Vous lisez un « article de qualité » labellisé en 2024.
La statue du dieu A'a, en reo rurutu ti’i ’A’a, est une sculpture sur bois originaire de Rurutu dans l'archipel des Australes et représentant la divinité A'a. Elle est probablement réalisée entre 1591 et 1647, les premières mentions traçables de l'œuvre datant de 1821. C'est à cette époque que la sculpture est donnée aux missionnaires de la London Missionary Society (LMS) par des insulaires pour marquer leur conversion au christianisme. La statue est alors envoyée à Londres, où elle est exposée, d'abord au musée de la LMS, puis au British Museum. Depuis 2023, elle est prêtée et exposée au musée de Tahiti et des îles à Punaauia.
La statue est considérée comme une des plus belles sculptures polynésiennes à avoir traversé le temps. Parfois surnommée « la Joconde de la Polynésie », elle est reconnue dans les milieux universitaires pour sa singularité et la finesse de son exécution. Elle fut également admirée par nombre d'artistes à l'instar de Picasso ou Henry Moore, qui y trouvèrent une source d'inspiration pour leurs propres créations.

## Description

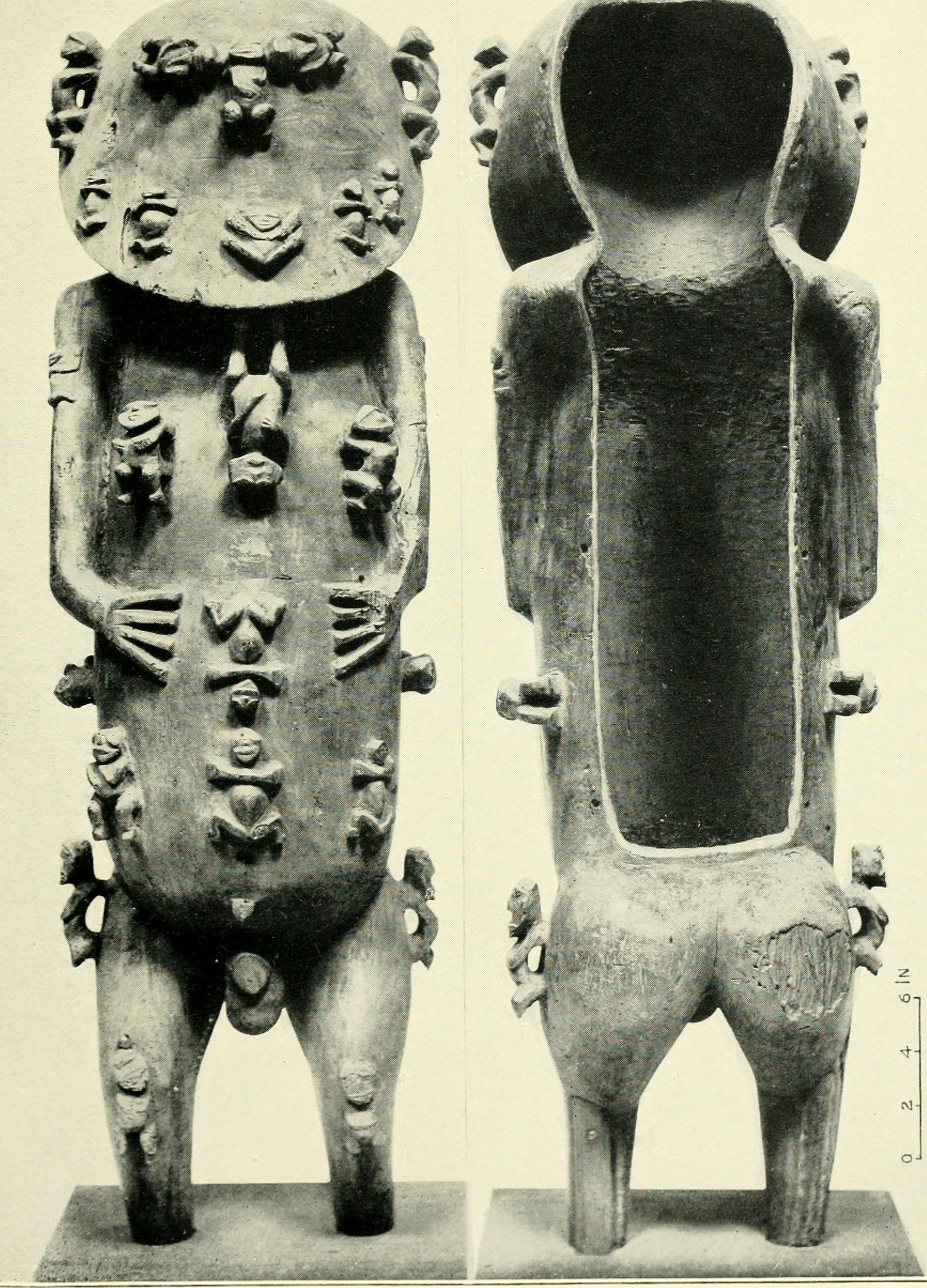
Détail de la statue montrant la cavité.

### Forme générale
La sculpture représente une figure anthropomorphe en bois de santal, haute de 117 cm et large de 36 cm. Elle est creuse et dispose d'un panneau arrière amovible qui permet d'accéder à l'intérieur. Les bras, posés sur le ventre, sont sculptés en haut-relief. Les jambes sont séparées et légèrement fléchies. La statue n'a ni pieds ni base, et on ignore si elle en avait à sa création. Le bas des jambes, la fesse droite et le bras gauche de la sculpture sont endommagés et le pénis est en grande partie sectionné. Alors que les autres dégâts sont probablement le fait d'une usure naturelle due au temps, le sectionnement du pénis semble quant à lui avoir été délibéré. On ne sait cependant pas si la mutilation est le fait des missionnaires britanniques ou des Polynésiens convertis.

### Figures en haut-relief
Trente figures plus petites sont sculptées en haut-relief partout sur la statue. Beaucoup sont positionnées de telle sorte qu'elles prennent la place de traits humains comme les yeux, le nez ou la bouche, d'autres ne correspondent à aucun trait particulier. Ces figurines sont sculptées dans deux styles distincts : seize ont une posture droite, les bras au-dessus du torse, tandis que quatorze sont bras et jambes écartés. Il est possible que ces deux allures soient destinées à représenter des formes respectivement masculines et féminines. Les figurines sont réparties symétriquement sur A'a, à l'exception de celles du bas-ventre, où l'on trouve une figurine à posture droite sur le flanc droit de la statue et une figurine aux membres étalées sur le flanc gauche. On ignore si cette asymétrie est délibérée.

### Cavité
L'intérieur de la statue semble avoir servi de réceptacle de statuettes de « petits dieux », parfois appelés tikis, selon le missionnaire John Williams qui en a décompté vingt-quatre. La tradition orale de Rurutu qui nous est parvenue en dénombre néanmoins trois, symbolisant la Trinité. Dans les deux cas, les statuettes ont disparu, vraisemblablement détruites en 1822. La finalité réelle, ou du moins initiale, de la cavité et la pertinence des objets qui y ont été retrouvés restent quant à elles discutées,.
En 2015, lors de recherches effectuées sur la statue, une plume rouge y est retrouvée. Elle a été identifiée comme provenant d'un loriquet de Kuhl, ce qui soutiendrait l'importance de la statue, la couleur rouge de ces plumes étant associée au sacré en Polynésie.

## Histoire

### Premières mentions
Les premières mentions écrites attestées de A'a datent de 1821, quand la statue est présentée aux missionnaires de la LMS à Raiatea, deuxième plus grande île de l'archipel de la Société en Polynésie française. Cependant, elle provient de Rurutu, dans l'archipel des Australes plus au sud, où elle avait été fabriquée et où l'on retrouve également sa trace dans la tradition orale locale.

### Origine

#### Création
La sculpture serait néanmoins bien plus ancienne que ces premières mentions : une datation au carbone 14 effectuée en 2015 suggère que la statue aurait été créée entre 1591 et 1647, voire 1505.
Par ailleurs, selon la tradition de Rurutu, A'a aurait été fabriqué à partir de bois de pua keni keni (Fagraea berteroana), aussi connu sous le nom de bois tabou. Mais les tests effectués en 2015 indiquent plutôt une fabrication à partir de bois de santal, le plus probablement Santalum insulare,.
Quant à l'outillage, le plus vraisemblable serait l'utilisation d'outils de pierre taillée. Il est possible que des outils en fer aient également été utilisés si tout ou partie a été fabriqué après l'arrivée des Européens en Polynésie dans les années 1760. Pour la finition et le polissage, les insulaires auraient utilisé des râpes en peau de raie ou de requin, des feuilles d'arbre à pain, des coquilles de cauris et de l'huile de coco.

#### Mythe oral

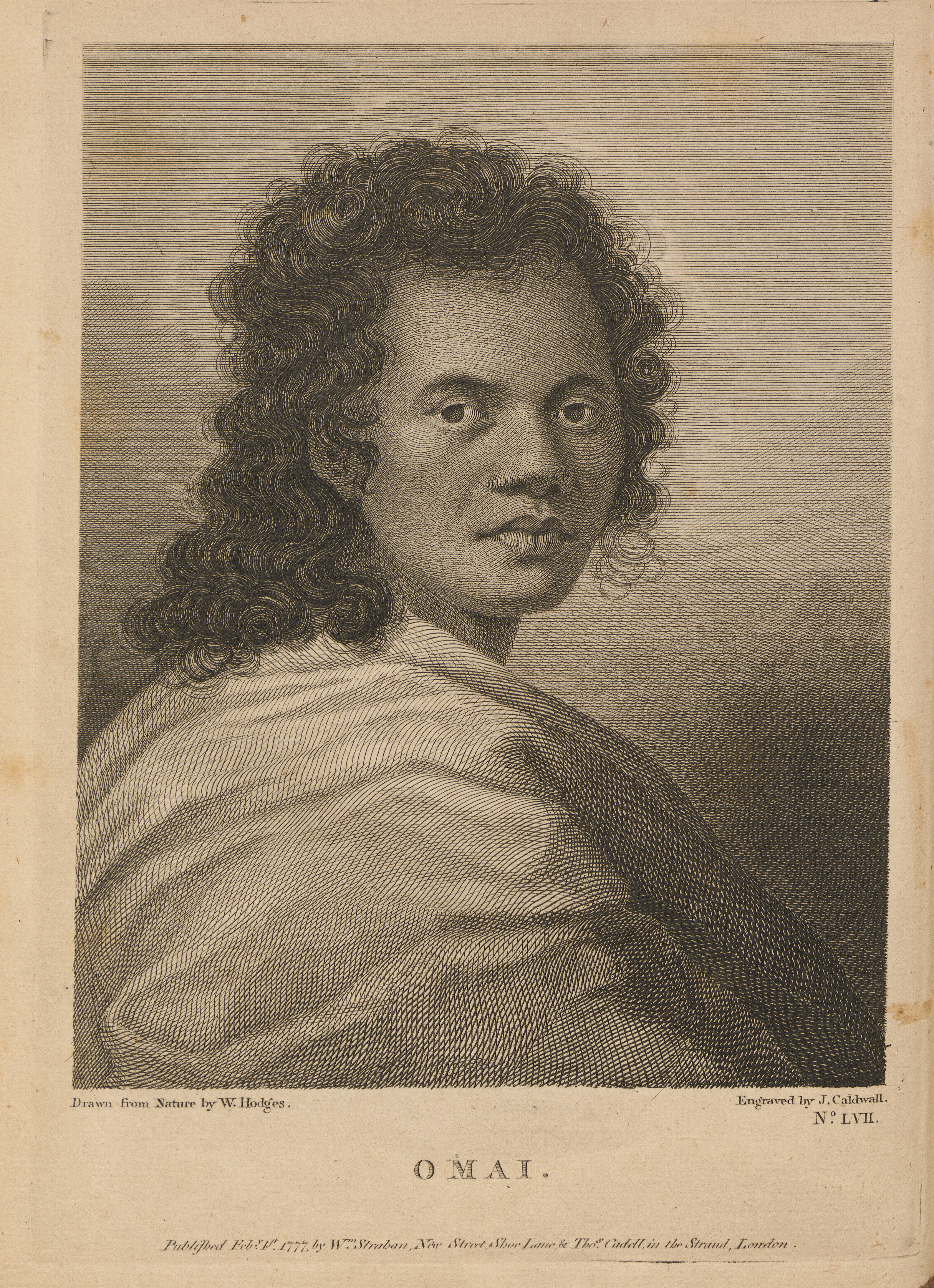
Portrait d'Omai, personnage possiblement derrière le mythe d'Amaiterai.

Selon la tradition orale de Rurutu rapportée par l'ethnologue Alain Babadzan, A'a aurait été sculpté par un certain Amaiterai, qui aurait visité Londres et y aurait rencontré le Dieu chrétien. Dans cette histoire, la cavité contenait initialement trois figures, représentant les trois éléments de la Trinité — le Père, le Fils et le Saint-Esprit,,. Cette interprétation chrétienne de la statue, que l'ethnologue qualifie de tentative de « réécriture » de l'histoire, aurait un objectif double. Le premier serait de nier une conversion extérieure, le récit d'Amaiterai se déroulant avant l'arrivée des missionnaires. Le second serait la réhabilitation d'un passé condamné par l'enseignement de la nouvelle religion.
Il existe une version de ce mythe, rapportée par Michel Brun qui, bien que contestée, fait mention des autres tikis. Ceux-ci auraient été au nombre de trente-neuf (en plus des trois mentionnés ci-haut) et auraient représenté les clans de l'île.
Il a été suggéré qu'Amaiterai serait en fait Omai, célèbre tohunga connu pour avoir été le deuxième Polynésien à se rendre en Europe en 1774. Le nom « Amaiterai » serait en fait dérivé de « Omaiterai », qui veut dire « Omai le Grand » . Une autre tradition orale en fait cependant le fils du roi Teuruarii, 4e roi de l'île, avant qu'Amaiterai ne devienne lui-même roi après son périple. Cela situerait la statue deux à trois siècles avant le XXIe siècle.

### Don de la statue

#### Conversion de l'île au christianisme
Le don de la statue a lieu à la suite de la conversion des habitants de l'île au christianisme. Les circonstances de l'événement se retrouvent aussi bien dans la tradition orale que dans les récits des missionnaires, même si les versions diffèrent sur quelques points.
En 1821, Rurutu aurait connu une épidémie particulièrement virulente, vraisemblablement introduite par des baleiniers. Ce cas n'est d'ailleurs pas isolé dans le Pacifique à cette époque-là, les voyageurs de passage amenant régulièrement des maladies contre lesquelles ils sont immunisés, contrairement aux populations insulaires. Dans le cas de Rurutu, la Grande Épidémie, telle qu'elle est surnommée, manque de décimer l'île dont la population passe de 23 000–24 000 à 300–400 habitants. Cette dépopulation est confirmée en 1830 par Jacques-Antoine Moerenhout qui recense 200 habitants sur l'île.
Le phénomène entraîne le départ d'une partie de ses habitants pour Tubuai, afin d'attendre que ce qu'ils croient être la colère des dieux ne s'apaise. Mais la météo les empêche d'atteindre l'île selon la tradition orale — les missionnaires mentionnent cependant cet épisode comme survenant lors du voyage retour. Une des pirogues, menée par le chef Arua, se réoriente ainsi vers le nord et atteint Maupiti. Ne connaissant ni l'île ni ses habitants, ils y craignent pour leurs vies mais le roi qui les y accueille les rassure : l'île s'est convertie à un nouveau « Dieu d'amour et de bonté »  [sic], « amené par l'homme blanc ». Ce dernier se trouvant à Raiatea, l'expédition s'y poursuit. Constatant sur ces îles un mode de vie décrit comme plus « heureux et paisible » en plus d'un remède à l'épidémie, les membres de l'expédition arrivés à Raiatea demandent à rencontrer le missionnaire John Williams. L'échange entraine leur conversion au christianisme, qui leur est alors enseigné ainsi que des savoirs occidentaux, principalement la lecture et l'écriture.
Raccompagnés sur Rurutu trois mois plus tard, en juin 1822, par un navire de la mission et en compagnie de deux pasteurs locaux, ils y relatent leur périple. Dans ce récit, les membres de l'expédition auraient fait le parallèle avec la quête passée d'Amaiterai pour le dieu de la sagesse, qui serait en vérité celui qu'ils ont eux-mêmes rencontré à Raiatea. Ils obtiennent alors du roi Teuruarii Ier l'autorisation d'évangéliser l'île.

#### Destruction des idoles et don de la statue

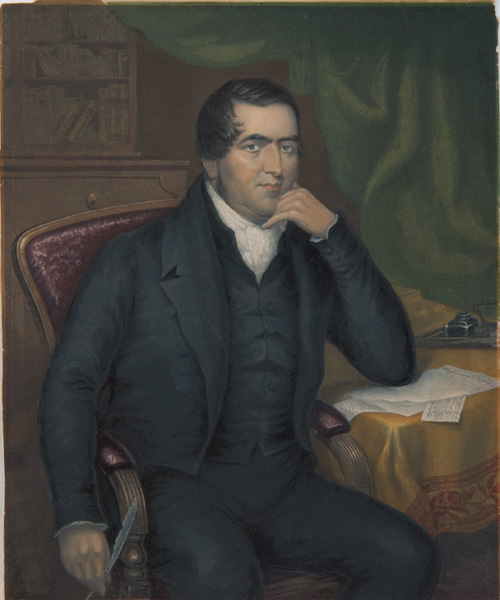
Portrait du missionnaire John Williams, à qui la statue fut remise.

Dans son adoption du christianisme, Rurutu édicte ses premières lois écrites, parmi lesquelles figure en article 2 la destruction des idoles par le feu. Celle-ci fut effectuée volontairement par la population malgré quelques hésitations ou craintes de certains. La tradition orale mentionne A'a comme étant une exception notable à cette destruction. John Williams rapporte néanmoins que plusieurs autres idoles avaient été offertes aux missionnaires. A'a aurait été épargné car appartenant au roi (dont Amaiterai est l'ancêtre), qui souhaitait rappeler au peuple cette quête passée de la parole de sagesse et du refus de la population d'y croire jusqu'alors.
En 1821, après un nouveau voyage des insulaires à Raiatea, la statue est remise aux missionnaires de la London Missionary Society basés sur l'île en symbole de leur conversion au christianisme. Alors que d'autres idoles sont présentées, A'a attire particulièrement l'attention des missionnaires, qui en font la première description écrite. John Williams décrit la statue comme représentant « l'ancêtre par lequel [l']île fut peuplée et qui fut déifié après sa mort » ou encore comme étant simplement celle du « dieu national de Rurutu »,.
En 1823, lors du passage du missionnaire John Williams à Rurutu, le roi lui réaffirme la volonté ancestrale de son île de chercher un dieu de la sagesse, justifiant ainsi leur conversion aisée. C'est lors de ce passage du missionnaire sur l'île que certaines traditions orales situent l'offrande de la statue. La raison invoquée pour ce don est alors celle de la reconnaissance du roi et de son peuple envers le missionnaire pour la « bienveillance […] prodiguée ». Le missionnaire n'en mentionne rien de son côté si ce n'est que le christianisme s'est bien maintenu sur l'île.

### Exposition européenne

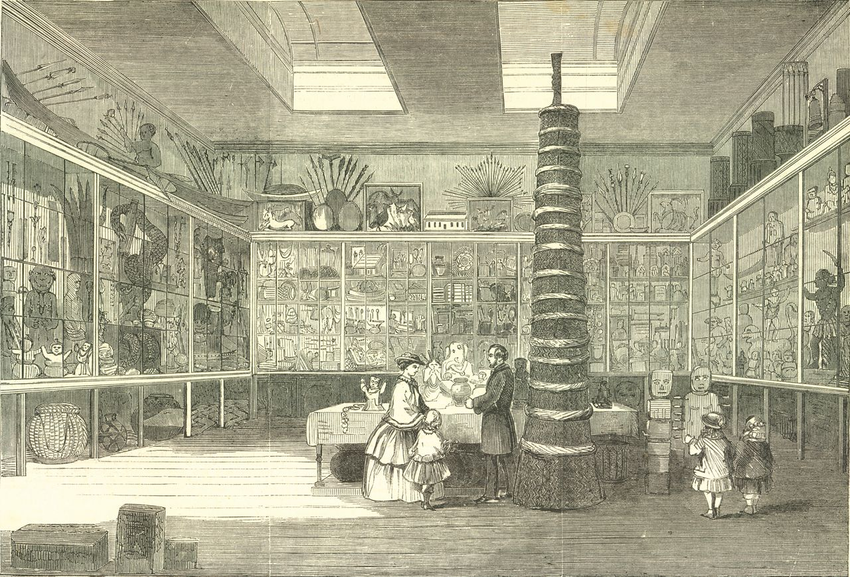
Illustration du musée de la London Missionary Society en 1859, A'a y figure dans la vitrine gauche.

Après avoir reçu la statue, les missionnaires, qui avaient pourtant coutume de détruire les œuvres païennes, l'expédient à Londres en 1822 pour être exposée au motif de « contemplation instructive ». Cette préservation exceptionnelle se fait probablement en preuve du succès de leur mission évangélisatrice, la LMS ayant connu des débuts mitigés dans le Pacifique. En particulier, la saisie de la sculpture vise à montrer le triomphe chrétien contre l'idolâtrie insulaire que les missionnaires abhorrent. Un autre but, moins avoué, est de générer plus d'adhésions à la société.
À Londres, la statue est exposée dans les collections du musée de la LMS. En 1890, ce musée prête une grande partie de sa collection d'art polynésien, dont A'a, au British Museum. Ce dernier acquiert finalement la statue en 1911. Après les années 1980, elle figure dans des expositions à travers le monde, à New York, Canberra, Paris ou Londres.

### Retour de la statue en Polynésie en 2023
À partir de 2023, la statue revient en Polynésie française, où le British Museum la prête pour une durée de trois ans au musée de Tahiti et des Îles, célébrant ainsi sa réouverture après quatre années de travaux de rénovation.

## Interprétation

### Objet de la représentation

#### Identification

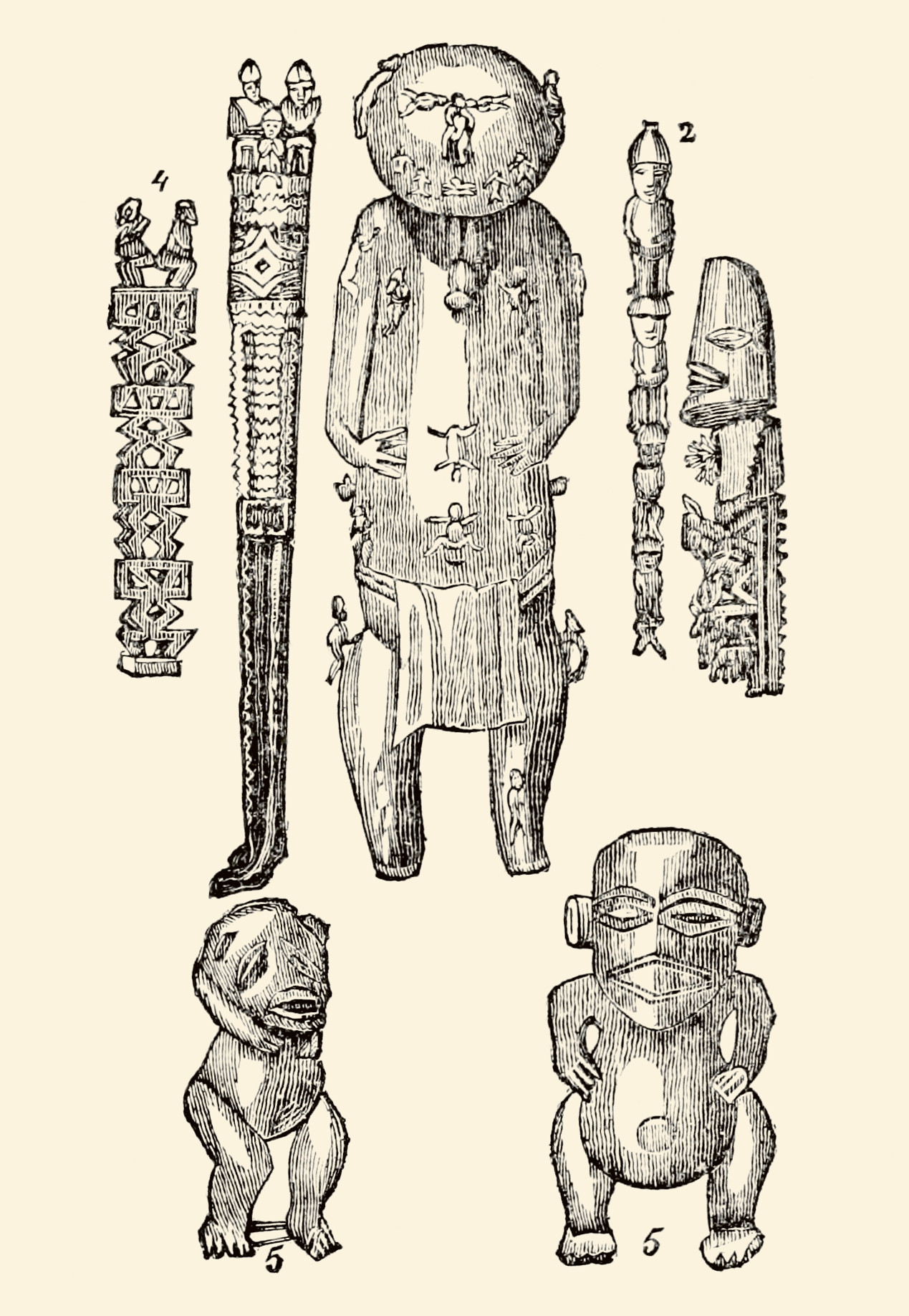
Dessin de 1830 montrant des statues à l'effigie de divinités polynésiennes, dont A'a au centre (nommé ici Ta'aroa).

John Williams, missionnaire qui assiste à la remise de la statue à Raiatea, identifie la sculpture comme représentant le dieu « Aa », appelé ti’i ’A’a en reo rurutu. Il en fait mention dans une lettre de 1822 informant la direction de la LMS de la livraison de la sculpture, et également dans son livre de 1837 sur ses expériences en Polynésie. Lancelot Threlkeld — un autre missionnaire dont le bateau avait servi à l'acheminement des dieux de Rurutu à Raiatea — décrit lui aussi la figure comme « le grand dieu Aa »,.
En 1824 cependant, la publication Missionary Sketches de la LMS fait référence à la sculpture sous le nom de « Taaroa Upoo Vahu », nom qui figure également dans le catalogue du musée de la LMS de 1826. Est mentionné ici le dieu Ta'aroa, créateur suprême dans la mythologie polynésienne, associé à l'attribut « Upoo Vahu », qui signifierait « aux huit têtes ». Ce dernier qualificatif, rare pour Ta'aroa et plutôt associé à Maui, une autre divinité polynésienne, est d'ailleurs retiré par William Ellis dans son ouvrage Polynesian Researches de 1829, toujours pour la LMS.
L'hypothèse selon laquelle la statue représenterait Ta'aroa reste incertaine et le nom serait en fait emprunté à Tahiti, notamment du fait que le dieu n'était que peu connu aux Australes et ne figure pas dans les traditions de Rurutu. Selon le collectionneur Julian Harding, il n'y a d'ailleurs peu ou pas de preuves de l'identification par Ellis de la figure comme étant Ta'aroa. Il est néanmoins possible que le culte local d'A'a ait supplanté celui de Ta'aroa à Rurutu.
À l'inverse, le nom A'a n'est pas connu dans la cosmologie polynésienne. L'anthropologue Anne Lavondès a notamment suggéré qu'A'a puisse être un terme général pour ce type de dieu-figure, plutôt que le nom du dieu lui-même. Le chercheur Niel Gunson identifie quant à lui A'a comme le dieu-père Avatea.

#### Le dieu A'a
Peu de choses sont connues du dieu A'a que l'œuvre est censée représenter ; la statue en est d'ailleurs la seule représentation qui nous soit parvenue. La divinité est spécifique à l'île et semble même en être le dieu national, si l'on se fie au récit des missionnaires. Ceux-ci précisent qu'il s'agit d'un ancêtre ayant peuplé l'île et qui aurait ensuite été déifié. Il est possible que son culte soit né à la suite d'un changement religieux à la fin des temps classiques, période allant du début du XVIe siècle à la fin du XVIIIe siècle pour Rurutu.
La tradition orale, bien que certainement influencée par la conversion chrétienne, décrit A'a comme une tentative passée d'introduction d'un monothéisme qui aurait échoué. La rencontre ultérieure avec les missionnaires européens aurait permis de l'identifier comme le dieu chrétien.
Quel qu'ait été son culte, la divinité devait néanmoins revêtir une importance certaine, comme l'atteste en particulier la présence des plumes rouges de loriquet, de cheveux et de tissu d'écorce retrouvés dans sa cavité et réservés aux figures les plus sacrées en Polynésie.

#### Un symbole de fertilité
Deux symboles sexuels se retrouvent sur la statue. Le premier, le plus évident, est le pénis de la statue, que l'on devine dressé malgré la mutilation qu'elle a subie. Le second est la forme globale donnée à l'œuvre. Cylindrique et élancée, le menton et les fesses ressortent de telle sorte que, vue de profil, la statue a une apparence phallique,, dont il est peu probable qu'elle ait été conférée accidentellement.
À cela, s'ajoutent les hauts-reliefs que le missionnaire William Ellis, qui n'a pas été témoin direct de la remise, décrit comme étant représentés pour montrer les multitudes de dieux qui provenaient d'A'a,. Ellis appuie d'ailleurs l'idée de dieu créateur, des hommes comme des autres dieux, mais sa vision est très certainement influencée par les us et coutumes de l'archipel de la Société, il appelle d'ailleurs la statue Ta'aroa, le dieu créateur polynésien. Qu'elles soient ou non des dieux, l'idée que ces figures servent à représenter une procréation générative fait aujourd'hui peu de doute.

#### Les hauts-reliefs
Plusieurs théories s'affrontent sur ce que les figures en haut-relief sont censées représenter. La première, évoquée ci-dessus, les décrit comme des émanations du dieu principal. Celle-ci a été reprise maintes fois, y compris dans la description de la statue au musée de la LMS, mais ne demeure qu'une interprétation visuelle qui n'est pas étayée par davantage de preuves.
L'anthropologue britannique Alfred Gell les analyse comme des fractales, ce qu'il décrit comme une auto-similarité à plusieurs échelles,. Par ailleurs, convaincu de la présence de statuettes dans la cavité de la statue, il l'interprète comme un assemblage intérieur et extérieur d'homoncules répliquant l'original, la rapprochant en cela des poupées russes. Cette version est contestée du fait que les figures ne ressemblent pas à la statue originale et qu'elles se présentent même en deux styles différents.
L'hypothèse de la procréation générative est jugée la plus vraisemblable. Ce thème, commun aux dieux du monde entier, est d'ailleurs représenté de cette façon précise dans les œuvres des îles Australes et Cook. Pareillement, l'étude des statues de la région étaye l'hypothèse des deux styles de haut-relief comme représentant le genre, malgré l'absence d'indicateurs sexuels sur ceux d'A'a.
La tradition orale de Rurutu identifie quant à elle ces hauts-reliefs comme correspondant aux trente-neuf clans de l'île,.

### Fonction de la statue
L'utilisation supposée de la statue a évolué au cours du temps et selon les personnes qui l'ont interprétée. Il n'existe pas aujourd'hui de thèse privilégiée, celles-ci n'étant pas mutuellement exclusives.

#### Objet de culte

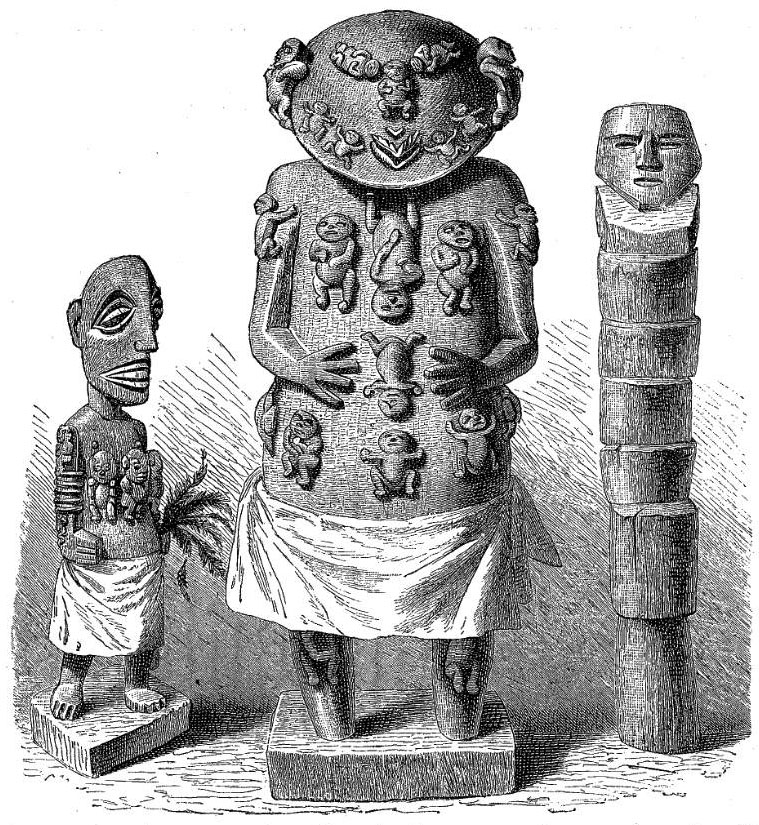
Illustration russe de 1904 représentant une statue à l'effigie de A'a et deux autres idoles de Tahiti.

L'adoration de la statue, ou tout du moins sa suggestion, est évoquée dans la tradition orale. Elle est néanmoins abordée dans le cadre monothéiste du dieu de la sagesse rapporté par Amaiterai. Comme évoqué pour le mythe oral sur la création de la statue, ce culte est vraisemblablement une histoire réécrite dans le contexte de la conversion de l'île.
On ne sait pas avec certitude de quel culte la statue a pu faire l'objet. Les missionnaires parlent simplement de dieu national ou d'ancêtre déifié sans plus de précision. De même, on ne sait que peu de chose sur le changement religieux de la fin des temps classiques qui aurait pu amener à sa création. Les autres thèses quant à l'utilisation de la statue, détaillées ci-après, suggèrent également une forme de culte même si rien ne le prouve directement.

#### Contenant à statuettes
Lorsque A'a est apporté aux missionnaires de la LMS en 1821, vingt-quatre statuettes interprétées comme des « petits dieux » sont trouvées à l'intérieur de sa cavité. Le missionnaire William Ellis suppute qu'elles aient pu être déposées dans la cavité pour s'imprégner des pouvoirs surnaturels d'A'a. Elles auraient ensuite pu en être retirées pour représenter la statue principale en de multiples localités et ainsi recueillir par procuration les honneurs divins,. Cette analyse repose en partie sur la connaissance qu'avait son auteur du rite du pa'iatua. Ce dernier, relatif au dieu Oro et pratiqué dans les îles de la Société, se caractérise notamment par des statues mineures appelées to'o qui y étaient périodiquement activées ou « renouvelées », c'est-à-dire « rechargées » en mana, avant d'être redistribuées.
Cette théorie est néanmoins très discutée pour de multiples raisons. La statue est par exemple dissociée d'autres représentations devenues maléfiques dans la tradition orale du fait qu'elle ne dispose pas de mana, même si ce récit peut être une fois de plus influencé par la réinterprétation chrétienne de la statue. Il n'y a par ailleurs pas d'indice permettant d'affirmer que la pratique des to'o avait lieu à Rurutu. Aucune enveloppe, autre caractéristique du pa'iatua, de la statue n'est attestée et des confusions sur cette observation ont pu contribuer à une erreur d'analyse. Enfin, il n'est pas certain que le contenu rendu aux missionnaires comportait des statues anthropomorphes ; il aurait pu également s'agir de divers artéfacts comme des pointes de lance, des frondes ou des poignées de fouet.

#### Reliquaire
L'anthropologue Steven Hooper soutient plutôt que la statue a été créée originellement comme reliquaire pour abriter les os d'un ancêtre vénéré,. Il s'appuie dans sa thèse sur deux aspects de la cavité : sa forme et sa taille. La forme d'abord, qui se perpétue y compris sur le panneau amovible, est quasi cylindrique dans sa longueur et sphérique dans sa partie supérieure. Façonnée précisément, elle est un peu trop complexe pour un simple contenant à statuettes. Il est peu vraisemblable que les sculpteurs de l'époque, avec les outils à leur disposition, aient pris la peine d'une telle minutie sans qu'elle soit justifiée. S'agissant des dimensions, la sphère supérieure correspond à peu près à celle d'un crâne humain et le cylindre principal, spacieux, permet le placement du plus long os humain, le fémur,.
Les petits dieux n'y auraient remplacé les os que pour faciliter leur transport vers Raiatea. L'anthropologue précise d'ailleurs qu'à l'époque du don de la statue, le doute religieux habite les insulaires. Une statue perdue aurait toujours pu être reproduite, contrairement aux os d'un ancêtre. Ainsi les insulaires auraient préféré conserver les reliques sur place. D'ailleurs, la conservation des os n'est pas inédite dans la culture polynésienne, le cas s'étant présenté pour le roi Pōmare II, et la vénération des anciens n'a cessé d'exister jusqu'à nos jours en Polynésie.

## Postérité

### Copies
Dès 1890, alors que la statue est prêtée au British Museum, un premier moulage en est réalisé afin d'exposer une copie au musée de la LMS. D'autres copies suivent pour d'autres musées autour du monde,. D'autres sont acquises par des particuliers et des collectionneurs, mais aussi par nombre d'artistes qui admirent l'œuvre. Certains de ces exemplaires sont toujours exposés au public au XXIe siècle.
Un de ces moulages, offert par une collectionneuse britannique dans les années 1980, est d'ailleurs exposé dans la mairie de Moerai à Rurutu, avant d'être transféré dans un musée dédié sur l'île en 2018.

### Reconnaissance académique
De nombreux conservateurs et anthropologues se sont enthousiasmés pour la beauté de la statue, à l'instar de l'anthropologue britannique Alfred Gell qui la décrit comme « sans doute la plus belle œuvre existante de la sculpture polynésienne ». Julie Adams, conservatrice des collections océaniennes du British Museum, la décrit comme « une célébrité internationale » et l'anthropologue Bruno Saura comme « la plus belle statue d'art primitif au monde ». La journaliste Cécile Baquey-Moreno, qui a consacré un documentaire à la statue, évoque le surnom qui lui est parfois donné de Joconde de la Polynésie.

### Influence dans l'art
Du fait notamment de son exposition au British Museum, la statue fait forte impression en Europe et inspire divers artistes, à commencer par le poète William Empson qui écrit un poème à son sujet en 1932 : Homage to the British Museum. Sceptique de l'impérialisme britannique, l'auteur y fait part de son admiration pour la statue et s'interroge sur l'absurdité de son exposition dans un musée, loin de ce qui a amené à sa création.
Admiratif également, l'artiste et conservateur Roland Penrose acquiert une des premières copies pour l'exposition 40 000 Years of Modern Art en 1948 à l'Institute of Contemporary Arts de Londres. Il la garde après l'événement et l'expose à la galerie Dean d'Édimbourg.
Pablo Picasso découvre l'œuvre dans le studio de Roland Penrose en 1950. Fortement marqué par la statue, il se met en tête d'obtenir son exemplaire, qu'il conserve ensuite dans sa villa La Californie à Cannes. Il se fait notamment photographier par son ami Edward Quinn avec la réplique de la statue dans cette même villa en 1959 et 1960.
Henry Moore est également fasciné par la statue qu'il découvre exposée dans les années 1920. Il la décrit notamment comme une « réussite technique remarquable ». Il acquiert sa copie en 1978 par l'entremise de Gordon Bunshaft, qui l'avait lui-même repérée sur la photographie de Picasso. Cet exemplaire est toujours exposé dans l'ancienne maison de Moore à Hoglands, un domaine à Perry Green dans le Hertfordshire en Angleterre.

## Retour de l'œuvre originale sur l'île

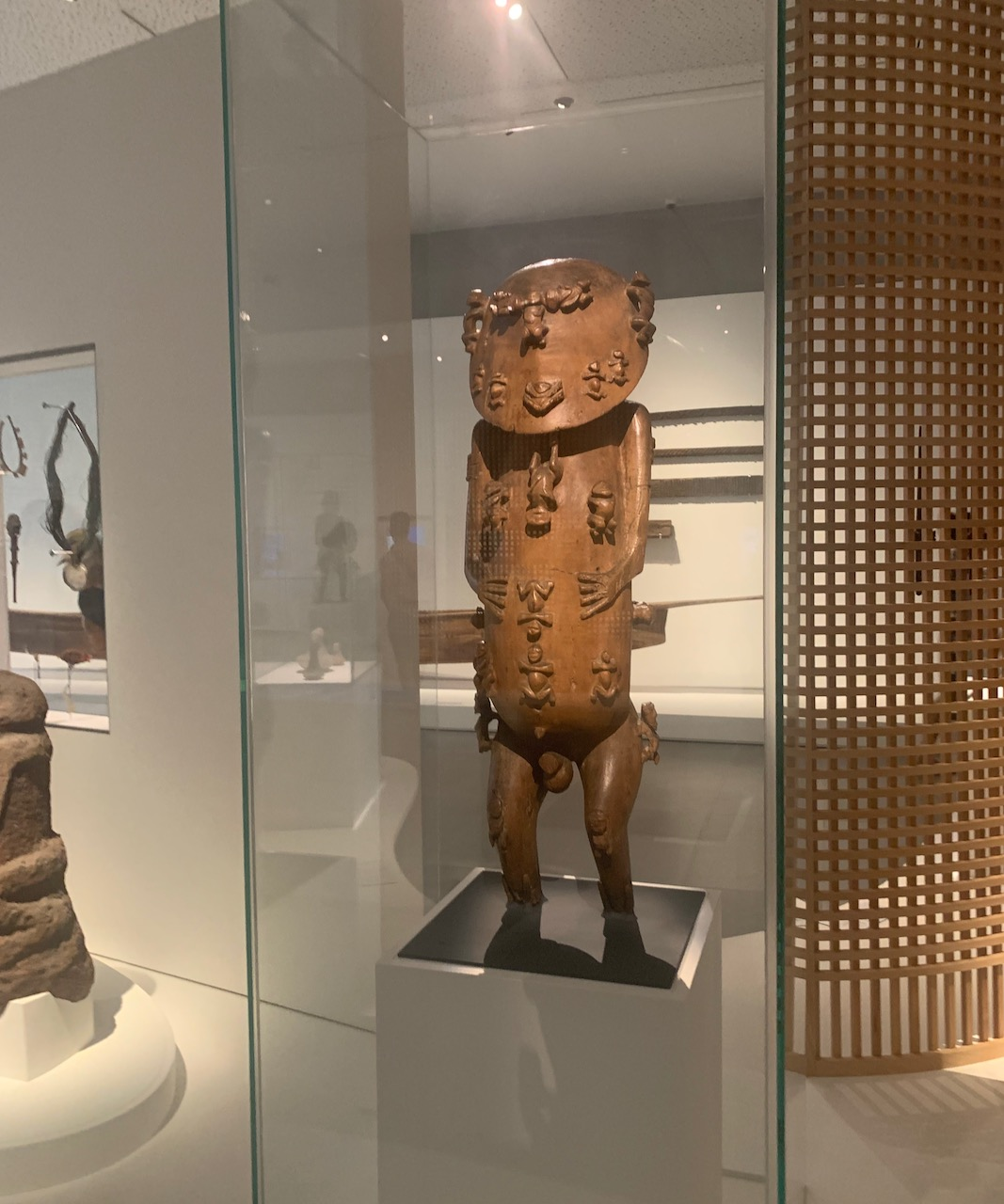
Exposition de la statue au musée de Tahiti et des Îles, à Punaauia (mars 2023).

Si le prêt de la statue au musée de Tahiti et des Îles en 2023, qui a permis son retour en Polynésie, a suscité l'enthousiasme, le retour de la statue à Rurutu continue de faire débat,.
Du côté des insulaires, certains soutiennent fermement l'initiative, soulignant la possibilité pour les habitants d'admirer leur propre dieu et leur propre culture. Certains responsables religieux nuancent cependant qu'il ne faudrait pas confondre un éventuel retour physique de la statue avec un retour aux croyances du passé.
D'autres en revanche s'y opposent, notamment le maire de l'île Frédéric Riveta. La statue qui porterait malheur fait encore peur. Elle rappellerait une honte du passé païen de l'île. Certains insulaires estiment aussi qu'il est important de respecter la volonté de leurs ancêtres et donc le don que ceux-ci avaient fait. Enfin, l'absence de lieu de conservation adéquat sur l'île complique toute considération de retour dans l'immédiat,.